# Доній Хумаць
Доній Хумаць (хорв. Donji Humac) — населений пункт у Хорватії, у Сплітсько-Далматинській жупанії у складі громади Нережища.

## Населення
Населення за даними перепису 2011 року становило 157 осіб.
Динаміка чисельності населення поселення:

## Клімат
Середня річна температура становить 13,18 °C, середня максимальна – 25,48 °C, а середня мінімальна – 0,68 °C. Середня річна кількість опадів – 781 мм.
| Клімат поселення                              | Клімат поселення | Клімат поселення | Клімат поселення | Клімат поселення | Клімат поселення | Клімат поселення | Клімат поселення | Клімат поселення | Клімат поселення | Клімат поселення | Клімат поселення | Клімат поселення | Клімат поселення |
| Показник                                      | Січ.             | Лют.             | Бер.             | Квіт.            | Трав.            | Черв.            | Лип.             | Серп.            | Вер.             | Жовт.            | Лист.            | Груд.            |                  |
| Середній максимум, °C                         | 9,72             | 9,10             | 11,63            | 15,13            | 20,32            | 24,22            | 25,48            | 25,39            | 20,75            | 16,56            | 11,85            | 9,28             |                  |
| Середня температура, °C                       | 5,51             | 4,89             | 7,40             | 10,90            | 16,12            | 20,01            | 22,84            | 22,73            | 18,08            | 13,90            | 9,19             | 6,62             |                  |
| Середній мінімум, °C                          | 1,30             | 0,68             | 3,19             | 6,70             | 11,89            | 15,80            | 20,15            | 20,06            | 15,42            | 11,22            | 6,51             | 3,95             |                  |
| Норма опадів, мм                              | 71               | 60               | 65               | 64               | 52               | 48               | 30               | 46               | 67               | 87               | 103              | 88               |                  |
| Середньомісячна швидкість вітру, м/с          | 3.76             | 4.02             | 3.94             | 3.65             | 3.20             | 2.86             | 2.85             | 2.77             | 3.18             | 3.43             | 4.19             | 4.24             |                  |
| Середньомісячна сонячна радіація, кДж/м²·день | 5729             | 8450             | 12097            | 16474            | 20280            | 22864            | 24623            | 21679            | 16195            | 10624            | 6108             | 4792             |                  |
| --------------------------------------------- | ---------------- | ---------------- | ---------------- | ---------------- | ---------------- | ---------------- | ---------------- | ---------------- | ---------------- | ---------------- | ---------------- | ---------------- | ---------------- |
| Джерело:                                      |                  |                  |                  |                  |                  |                  |                  |                  |                  |                  |                  |                  |                  |